# محمدرضا شعبانی
محمدرضا شعبانی (زادهٔ ۱۳۳۶ در هرسین) نمایندهٔ حوزهٔ انتخابیهٔ کرمانشاه در دورهٔ هشتم مجلس شورای اسلامی بوده‌است.